# Cupha peliopteryx
Cupha peliopteryx är en fjärilsart som beskrevs av Hagen 1898. Cupha peliopteryx ingår i släktet Cupha och familjen praktfjärilar. Inga underarter finns listade i Catalogue of Life.